# Hofanlage Schäfersweg 5
Die Hofanlage Schäfersweg 5 in Ganderkesee-Bookholzberg wurde im 19. Jahrhundert gebaut.
Die Gebäude stehen unter Denkmalschutz (siehe auch Liste der Baudenkmale in Ganderkesee).

## Geschichte
Die Hofanlage im U-Form auf großem Grundstück mit markantem alten geschützten Baumbestand wie Eichen, Linden und einer Kastanie sowie Buchenhecke besteht aus:
- dem eingeschossigen Wohn- und Wirtschaftsgebäude als Zweiständerhallenhaus mit Steinausfachungen und teils reetgedecktem Krüppelwalmdach mit Uhlenloch und zwei Schwalbenschwanzgauben sowie der Grooten Door und einem linken Anbau,
- der östlichen, teils verbohlten Fachwerkscheune an der Straße, wohl aus der 1. Hälfte des 19. Jahrhunderts, mit reetgedecktem Walmdach in gleicher Firstrichtung und Querdurchfahrt,
- der westlichen hinteren Fachwerkscheune, wohl aus der 1. Hälfte des 19. Jahrhunderts, mit Steinausfachungen, reetgedecktem Walmdach in gleicher Firstrichtung und Querdurchfahrt sowie rechtem jüngeren Schuppenanbau in Holz auf Backsteinsockel mit Pultdach
- und einem alten Brunnen.

Das Niedersächsische Landesamt für Denkmalpflege befand: „… geschichtliche Bedeutung … als beispielhafte Hofanlage …“